# Лихнофски, Эрвин
Эрвин Вильгельм Мария Лихнофски (нем. Erwin Wilhelm Maria Lichnofsky; 6 августа 1903, Опава — 25 февраля 1974, Мюнхен) — чехословацкий хоккеист, защитник и нападающий. Участник зимних Олимпийских игр 1928 года, чемпион Европы 1929 года.

## Биография
Эрвин Лихнофски родился 6 августа 1903 года в австро-венгерском городе Опава (сейчас в Чехии).
С 1918 года учился в реальном училище в Новом Йичине, затем выучился в Опаве на торговца, окончил коммерческую школу. Впоследствии работал на городской электростанции.
Играл в хоккей с шайбой на позициях защитника и нападающего. В 1925—1941 годах выступал за немецкий клуб «Троппауэр» из Опавы. В 1931 году стал серебряным призёром чемпионата Чехословакии.
В 1928 году вошёл в состав сборной Чехословакии по хоккею с шайбой на зимних Олимпийских играх в Санкт-Морице, поделившей 5-7-е места. Играл на позиции нападающего, провёл 1 матч, шайб не забрасывал.
В 1929 году завоевал золотую медаль чемпионата Европы в Будапеште. Провёл 2 матча, шайб не забрасывал.
Всего за карьеру сыграл за сборную Чехословакии 5 матчей.
Также занимался футболом, гандболом, теннисом и лёгкой атлетикой.
В 1942 году был мобилизован, участвовал во Второй мировой войне на стороне Германии в качестве рядового вермахта на западном фронте. Предположительно побывал в британском плену.
После войны некоторое время, как и раньше, работал на электростанции в Опаве. В 1946 его семья была изгнана из Чехословакии и поселилась в немецком городе Мюнхен.
Умер 25 февраля 1974 года в Мюнхене.

## Семья
Отец — Херман Лихнофски, мать — Йоханна Лихнофски. Были владельцами и управляющими центральным курортом и лесопилкой в Градце-над-Моравицей.
Старший брат — Альфред Лихнофски, судья по фигурному катанию.
Жена — Эрика Правдова. Поженились в 1939 году. Был сын Рюдигер.